# 藤本滋
藤本 滋（ふじもと しげる、1950年 - ）は、日本の工学者である。専門は機械力学、振動工学、耐震工学、原子力耐震工学。神奈川大学工学部機械工学科原子力耐震工学研究室、教授。

## 経歴
福岡県（北九州市）出身1978年慶應義塾大学大学院工学研究科機械工学専攻博士　1978年 東芝総合研究所機械研究所研究員1986年-1991年東芝総合研究所機械研究所主任研究員1992年-1993年東芝原子力技術研究所主幹1994年-2003年東芝電力・社会システム技術開発センター主幹1997年-2002年横浜国立大学工学部生産工学科非常勤講師、湘南工科大学教授、東京都市大学教授、神奈川大学工学部機械工学科教授。

## 研究
- 論文「高減衰合金材を用いた制振装置の歩道橋への適用に関する研究」 （共著） 2006/11[4]
- 論文「Nonstationary Robust Control for Vibration of Elevator Rope」 （共著） 2007/03
- 論文「原子力機器免震系の機能喪失確率評価手法の開発」 （共著） 2007/06
- 論文「圧電素子を用いた振動発電手法に関する研究（第1報，添加剤を加えた圧電素子の発電特性）」 （共著） 2012/12
- 圧電素子を用いた振動発電手法に関する研究（第2報，圧電素子の積層化による発電特性の向上） 」（共著） 2016/07

等

## 委員
- 2012/04/01～	日本機械学会 機械力学・計測制御部門 耐震問題研究会 主査
- 2013/03/01～2014/03/31	独立行政法人 原子力安全基盤技術機構 耐震・津波基準検討会 委員
- 2013/04/01～	日本工学アカデミー　安全知と安全学委員会 委員
- 2013/04/01	土木学会・原子力土木委員会 委員
- 2016/05/01～	日本地震工学会　原子力発電所の地震安全の基本原則に関わる研究委員会 発電所システム性能ワーキンググループ　主査